# Enda Kenny
Enda Kenny (írül: Éanna Ó Coinnigh) (Castlebar, 1951. április 24. –) ír politikus, a Fine Gael tagja. 2011. március 9. és 2017. június 13. között taoiseachként tevékenykedett.

## Fordítás
Ez a szócikk részben vagy egészben  az   Enda Kenny című német Wikipédia-szócikk ezen változatának fordításán alapul.  Az eredeti cikk szerkesztőit annak laptörténete sorolja fel. Ez a jelzés csupán a megfogalmazás eredetét és a szerzői jogokat jelzi, nem szolgál a cikkben szereplő információk forrásmegjelöléseként.